# 2002-es Formula–1 kanadai nagydíj
A kanadai nagydíj volt a 2002-es Formula–1 világbajnokság nyolcadik futama, amelyet 2002. június 9-én rendeztek meg a kanadai Circuit Gilles Villeneuve-ön, Montréalban.

## Futam
| Helyezés | Rajtszám | Versenyző             | Csapat/Motor     | Futott kör | Idő/Kiesés oka | Rajthely | Pont |
| -------- | -------- | --------------------- | ---------------- | ---------- | -------------- | -------- | ---- |
| 1        | 1        | Michael Schumacher    | Ferrari          | 70         | 1h33:36,111    | 2        | 10   |
| 2        | 3        | David Coulthard       | McLaren-Mercedes | 70         | + 1,132        | 8        | 6    |
| 3        | 2        | Rubens Barrichello    | Ferrari          | 70         | + 7,082        | 3        | 4    |
| 4        | 4        | Kimi Räikkönen        | McLaren-Mercedes | 70         | + 37,563       | 5        | 3    |
| 5        | 9        | Giancarlo Fisichella  | Jordan-Honda     | 70         | + 42,812       | 6        | 2    |
| 6        | 14       | Jarno Trulli          | Renault          | 70         | + 48,947       | 10       | 1    |
| 7        | 5        | Ralf Schumacher       | Williams-BMW     | 70         | + 51,518       | 4        |      |
| 8        | 12       | Olivier Panis         | BAR-Honda        | 69         | + 1 kör        | 11       |      |
| 9        | 8        | Felipe Massa          | Sauber-Petronas  | 69         | + 1 kör        | 12       |      |
| 10       | 10       | Szató Takuma          | Jordan-Honda     | 69         | + 1 kör        | 15       |      |
| 11       | 23       | Mark Webber           | Minardi-Asiatech | 69         | + 1 kör        | 21       |      |
| 12       | 7        | Nick Heidfeld         | Sauber-Petronas  | 69         | + 1 kör        | 7        |      |
| 13       | 20       | Heinz-Harald Frentzen | Arrows-Cosworth  | 69         | + 1 kör        | 19       |      |
| 14       | 22       | Alex Yoong            | Minardi-Asiatech | 68         | + 2 kör        | 22       |      |
| 15       | 15       | Jenson Button         | Renault          | 65         | Váltóhiba      | 13       |      |
| Ki       | 6        | Juan Pablo Montoya    | Williams-BMW     | 56         | Motorhiba      | 1        |      |
| Ki       | 25       | Allan McNish          | Toyota           | 45         | Kicsúszás      | 20       |      |
| Ki       | 16       | Eddie Irvine          | Jaguar-Cosworth  | 41         | Túlhevülés     | 14       |      |
| Ki       | 24       | Mika Salo             | Toyota           | 41         | Fékhiba        | 18       |      |
| Ki       | 17       | Pedro de la Rosa      | Jaguar-Cosworth  | 29         | Váltóhiba      | 16       |      |
| Ki       | 21       | Enrique Bernoldi      | Arrows-Cosworth  | 16         | Felfüggesztés  | 17       |      |
| Ki       | 11       | Jacques Villeneuve    | BAR-Honda        | 8          | Olajnyomás     | 9        |      |

## A világbajnokság élmezőnyének állása a verseny után
| H  | Versenyzők         | Pont | H  | Konstruktőrök    | Pont |
| -- | ------------------ | ---- | -- | ---------------- | ---- |
| 1. | Michael Schumacher | 70   | 1. | Ferrari          | 86   |
| 2. | Juan Pablo Montoya | 27   | 2. | Williams-BMW     | 54   |
| 3. | Ralf Schumacher    | 27   | 3. | McLaren-Mercedes | 33   |
| 4. | David Coulthard    | 26   | 4. | Renault          | 12   |
| 5. | Rubens Barrichello | 16   | 5. | Sauber-Petronas  | 8    |

## Statisztikák
Vezető helyen:
- Rubens Barrichello: 25 (1-25)
- Michael Schumacher: 32 (26-37 / 51-70)
- Juan Pablo Montoya: 13 (38-50)

Michael Schumacher 59. (R) győzelme, Juan Pablo Montoya 6. pole-pozíciója, 6. leggyorsabb köre.
- Ferrari 150. (R) győzelme
- Mika Salo 100. versenye.